# Monestir Símonov

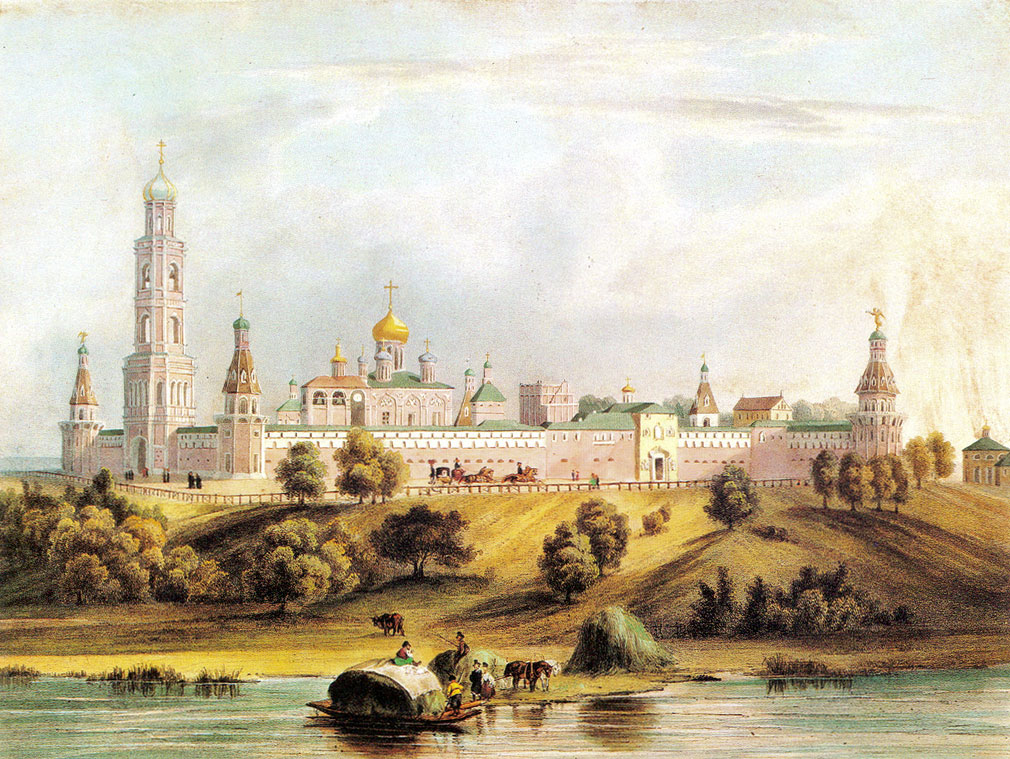
Aquarel·la del mostrant una vista del monestir

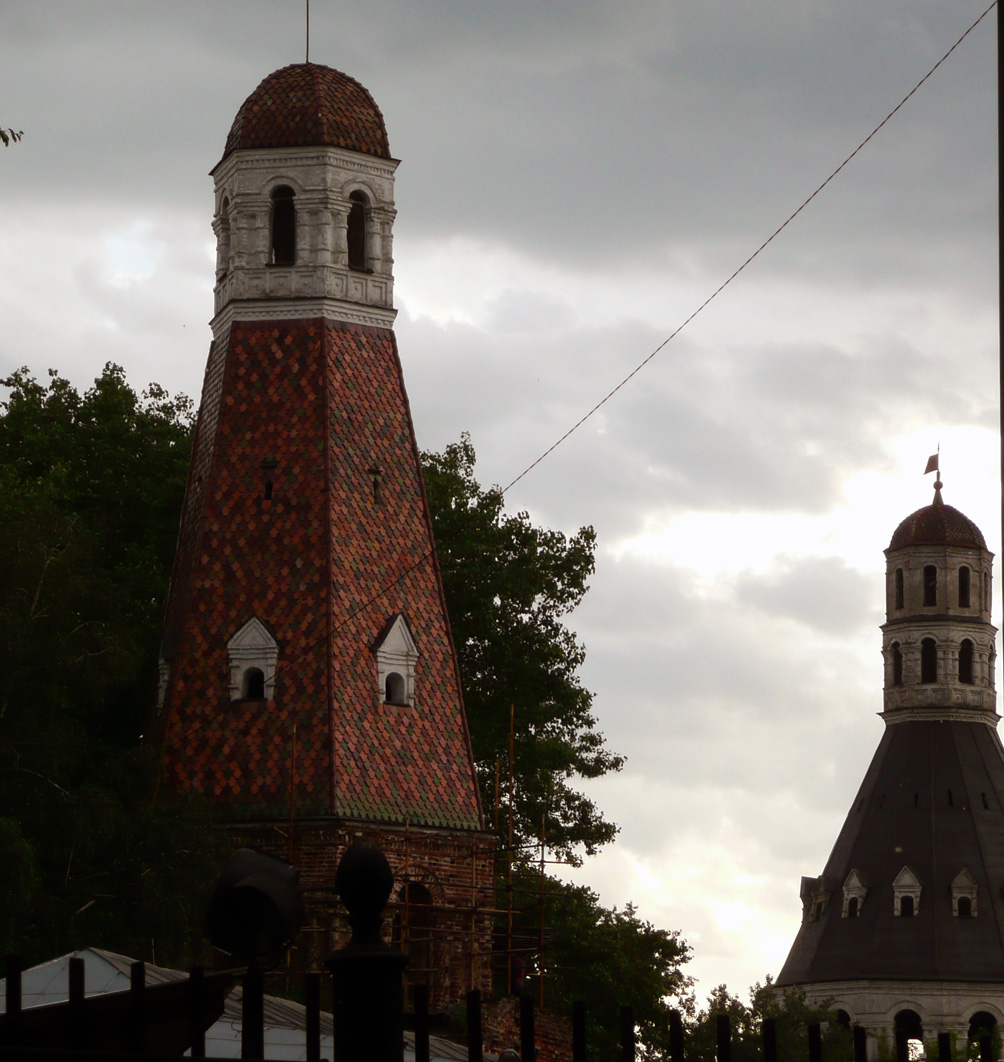
L'aparença singular de les torres del monestir no té paral·lel a Rússia

El monestir Símonov (rus: Симонов монастырь) es troba a la ciutat russa de Moscou i va ser establert el 1370 pel monjo Fiodor, nebot i deixeble de Sergi de Ràdonej.
El terreny on s'assenta aquest monestir ortodox, pertanyia anteriorment a Stepan Khovrin, un boiar d'origen got, progenitor de la família Golovín. Va prendre els vots monàstics al monestir sota el nom de Simon, motiu pel qual el monestir es diu  Símonov. El 1379, el monestir va ser desplaçat mitja milla a l'est, en convertir la ubicació original del monestir en cementiri de la batalla de Kulikovo, fet que encara es commemora a la vella església Símonov.
Durant el segle xv, el monestir era el més ric de Moscou. Entre els monjos erudits que van viure i treballar en el monestir hi ha Vassian Kosoi-Patrikéiev i Màxim el Grec. El 1405 es va erigir una catedral de pedra blanca, que seria ampliada posteriorment per ordre d'Ivan el Terrible. En defensar el monestir els accessos meridionals de Moscou, seria fortament fortificat en la dècada de 1640. L'última addició al complex va ser el campanar històric modelat d'acord amb el Campanar d'Ivan el Gran del Kremlin de Moscou.
El monestir va ser abolit pels bolxevics el 1923, i poc després, part dels edificis van ser demolits per fer lloc per a la construcció d'una planta d'automòbils. Les estructures supervivents són del segle xvii i inclouen tres torres amb aparença de canó i edificis auxiliars d'estil barroc Narixkin. Recentment el govern de Moscou va anunciar plans per una reconstrucció a gran escala del famós monestir.
D'acord amb diferents fonts,
part dels antics edificis del monestir van ser transferits del Ministeri de Cultura de l'URSS a l'Església ortodoxa russa i a la comunitat ortodoxa de sords, que van començar les obres de restauració i reconstrucció de les instal·lacions. El primer servei després de la restauració va tenir lloc el 1992.